# Bogić Bogićević
Bogić Bogićević, bosanskohercegovski politik, * 15. maj 1953, Ugljevik. 
- Med 16. majem 1989 in septembrom 1991 je bil zadnji član predsedstva SFRJ iz Bosne in Hercegovine.

- Kljub temu, da je po narodnosti Srb, se ni uklonil pritiskom velikosrbskega nacionalizma in je trdno zagovarjal enotno in etnično pluralno Bosno in Hercegovino

## Odlikovanja in nagrade
Leta 2004 je prejel srebrni častni znak svobode Republike Slovenije z naslednjo utemeljitvijo: »za dejanja v dobro Sloveniji v času osamosvajanja, za osebni prispevek k prijateljskemu sodelovanju med Republiko Slovenijo ter Bosno in Hercegovino in krepitvi gospodarskih odnosov«.